# Diecezja Lai
Diecezja  Lai – diecezja rzymskokatolicka w Czadzie. Powstała w 1998.

## Biskupi diecezjalni
- Miguel Angel Sebastián Martínez, M.C.C.I. (1998-2018)
- Nicolas Nadji Bab (od 2019)